# Биккулов, Мунир Караматович
 Мунир Караматович Бикку́лов  (25 марта 1944 — 23 июля 2016) — сверловщик Уфимского завода телефонной аппаратуры имени С. М. Кирова. Полный кавалер ордена Трудовой Славы.

## Биография
Мунир Караматович Биккулов родился 25 марта 1944 г. в д. Габдрафиково Переволоцкого района Оренбургской области.
Образование — среднее специальное, в 1969 г. окончил Оренбургское культпросветучилище.
Трудиться начал в 1962 г. заведующим Габдрафиковским сельским клубом в Оренбургской области. В 1963—1966 гг. проходил службу в рядах Советской Армии. В 1969—1971 гг. вновь заведовал Габдрафиковским сельским клубом. С 1971 г. работал на Уфимском заводе телефонной аппаратуры имени С. М. Кирова сверловщиком, затем слесарем механосборочных работ.
М. К. Биккулов являлся инициатором введения бригадной системы организации труда в цехе, способствующей росту производительности труда и увеличению выпуска продукции.
В 2004 г. вышел на пенсию, проживал в г. Уфе.

## Награды
За высокие показатели в труде и активную рационализаторскую деятельность М. К. Биккулов награждён орденом Трудовой Славы I (1991), II (1986), III (1980) степени, медалями.